# 坂口照幸
坂口 照幸（さかぐち てるゆき、1957年2月1日 - 2022年3月5日）は、日本の作詞家。主に演歌の作詞を手がけている。

## 略歴・人物
中学卒業後、集団就職で名古屋に在住していた際、作詞家のみずの稔から歌謡詞の指導を受ける。その後、30歳を前に本格的に作詞家を目指し上京。作詞家の吉岡治に運転手兼内弟子として師事。
1987年3月21日に大杉美栄子がリリースした「雪つばき」で、作詞家デビューを果たした。
2022年3月5日午後1時36分、肝不全、肝硬変及び脳出血のため東京都内の病院で死去。65歳没。
日本音楽著作家連合副理事長として後進の指導に当たっていた。

## 受賞歴
- 平成6年 日本作詞大賞入賞：藤あや子「女泣川」[4]
- 平成7年 日本作詞大賞入賞：島津悦子「酔芙蓉」
- 平成12年 日本レコード大賞入賞：田川寿美「こぼれ月」
- 平成22年 日本作詞大賞入賞：西方裕之「おやじの舟歌」
- 平成22年 日本作詞大賞入賞：小村美貴「おんなみれん節」

## 主な作詞作品

### あ行
- 葵かを里
  - 「夢みなと」「短夜の…」（2005年）

- 渥美二郎
  - 「風枕」（1996年）

- 池田輝郎
  - 「両家良縁晴々と」「露地裏･酒の川」（2016年）
  - 「一世一代」（2019年）
  - 「男の峠」「紀州の女」（2020年）
  - 「しぐれの酒場」「夢恋酒」（2021年）

- 上杉香緒里
  - 「燧灘」「忍ぶ草」（2010年）

- 大杉美栄子
  - 「雪つばき」（1987年）※作詞家デビュー作

- 丘みどり
  - 「北国、海岸線」「いのちの華」（2010年）

- 小沢亜貴子
  - 「夕凪」「吉野静」（1999年）

### か行
- 北見恭子
  - 「大阪のれん」（2004年）
  - 「さみしがり」（2009年）
  - 「夫婦ちょうちん」（2012年）
  - 「桜前線」（2019年）

- 北野まち子
  - 「縁つづき」（1993年）
  - 「しぐれ海峡」「ほろり酒」（1997年）
  - 「港哀歌」「泣きむし海峡」（1999年）
  - 「おんな春秋」（2002年）
  - 「望郷ひとり旅」「春の花」（2005年）
  - 「ひとり北国」「いっぽん桜」（2006年）

- キム・ヨンジャ
  - 「雪燃えて」（1991年）
  - 「道しるべ」「夢織り」（1994年）

- こおり健太
  - 「恋瀬川」（2019年）
  - 「冬椿」「初恋夜曲」（2020年）

- 小桜舞子
  - 「雨港」「おんな草」（2014年）
  - 「しのぶ坂」「もくれんの花」（2015年）
  - 「浮世草」「裏町通りゃんせ」（2016年）

- 伍代夏子
  - 「京都二年坂」（2008年）

- 小村美貴
  - 「おんな通せんぼ」「哀しみのプラットホーム」（2009年）
  - 「おんなみれん節」「雪海岸」（2010年）

### さ行
- 島津亜矢
  - 「縁」（2013年）
  - 「いのち坂」（2020年）

- 島津悦子
  - 「酔芙蓉」（1995年）
  - 「夫婦夢あかり」（1996年）
  - 「酔月情話」（1996年）
  - 「酔花火」（1997年）
  - 「逢瀬の花」（2009年）
  - 「紅ひと夜」「海岸暮色」（2016年）

- 杉良太郎
  - 「冬牡丹」（1994年）
  - 「人生なかば 夢なかば」（1998年）
  - 「昭和残照」（1999年）
  - 「風暦」（2000年）
  - 「おもいでの神戸」「酒場物語」（2002年）
  - 「夫婦抄」（2015年）

- 瀬川瑛子
  - 「夜明けの雨」（1990年）

- 瀬口侑希
  - 「朱い鳥」（2020年）
  - 「片恋しぐれ」（2021年）

- 千昌夫
  - 「酒暦」（1994年）

### た行
- 平浩二
  - 「ともし灯」（1989年）

- 田川寿美
  - 「こぼれ月」（2000年）

- 多岐川舞子
  - 「天川しぐれ」「夢ごこち」（2012年）

- 天童よしみ
  - 「郷愁〜われ立ちて〜」「風挽歌」（1997年）

### な行
- 永井みゆき
  - 「大阪やどり」「夕月の恋」（2006年）
  - 「ひとり大阪」「夫婦花あかり」（2012年）

- 永井裕子
  - 「哀愁桟橋」（2002年）
  - 「しあわせ音頭」（2005年）

- 長保有紀
  - 「妻恋坂」（1990年）

- 中村美律子
  - 「袖摺坂」（1993年）

- 西方裕之
  - 「おやじの舟唄」（2010年）
  - 「ぼたん雪」「なさけ雨」（2018年）
  - 「散らず花」「北放浪」（2019年）

### は行
- 服部浩子
  - 「とまり木の街」（2003年）

- 半田浩二
  - 「夢流れ」「花ごころ」（1995年）

- 福田こうへい
  - 「男の残雪」（2021年）

- 藤あや子
  - 「女泣川」「さしむかい」（1994年）
  - 「かくれ花」（1995年）
  - 「紅」「椿坂」（1996年）

### ま行
- 前川清
  - 「夢の隣り」「恋模様」（2015年）

- 前田有紀
  - 「鳴きうさぎ」（2000年）

- 牧村三枝子
  - 「こぼれ陽」「港うすなさけ」（2005年）

- 松原健之
  - 「帰郷」（2008年）

- 三門忠司
  - 「流転川」「送春賦」（2002年）
  - 「俺の花」「裏町しぐれ」（2003年）
  - 「大阪夜雨」「百年坂」（2005年）
  - 「男の足跡」（2019年）

- 三丘翔太
  - 「星影の里」（2016年）
  - 「東京ワルツ」（2017年）

- 水城なつみ
  - 「泣いてひとり旅」「夕焼け桟橋」（2013年）

- 水田竜子
  - 「霧島の宿」（2015年）
  - 「木曽川みれん」「みちのく隠れ郷」（2016年）

- 都はるみ
  - 「飛べない鳥へのレクイエム」「未来飛行船」（1991年）
  - 「天女伝説」（1992年）
  - 「あなたの隣りを歩きたい」（1993年）
  - 「海峡の宿」「風文」（1997年）
  - 「大原絶唱」「夫婦咲き」（1999年）
  - 「氷雪原野」（2000年）
  - 「夕陽坂」「不知火恋みれん」（2001年）
  - 「晩秋の駅」「ふたりの札幌」（2002年）
  - 「抱きしめて」「浮草の花」（2004年）
  - 「いつまでも」（2005年）
  - 「風雪夫婦花」（2007年）

- 杜このみ
  - 「尾道海道」（2017年）
  - 「花は苦労の風に咲く」「めぐり雨」（2019年）

- 森進一
  - 「夢おんな」（1995年）
  - 「八甲田」（2011年）
  - 「情炎」（2013年）
  - 「私の恋」「風の噂」（2016年）

### や行以降
- 山内惠介
  - 「私のあなた」（2014年）
  - 「男の手酌酒」（2016年）

- 山口ひろみ
  - 「忘れ雨」（2004年）
  - 「三陸風みなと」「夕咲きの恋」（2010年）

- 山本あき
  - 「春ふたつ」「しのぶ酒」（2013年）

- 山本譲二
  - 「長門峡」（2012年）

- 若山かずさ
  - 「みれん恋唄」「水暦」「花つづり」（1998年）
  - 「花桔梗」「哀恋歌」（2002年）

- 和田青児
  - 「男の懺悔」（2015年）